# Puuc (regio)

Puuc in Mexico

Puuc is een geografische regio in het noorden van het Mexicaanse schiereiland Yucatán. Puuc kan uit de Mayataal vertaald worden als 'heuvel'.

## Kenmerken
De regio ligt in de vlakke Maya Laaglanden en kreeg haar naam door de afwijkende hoogten van de Puucheuvels. Ze strekt zich uit over de deelstaten Campeche, Yucatán en Quintana Roo. 
Op haar grondgebied liggen veel oude Mayasteden waarvan de gebouwen een gezamenlijke architectonische Puucstijl vertonen, in tegenstelling tot andere regionale en tijdsgebonden Mayastijlen.

## Reserva Estatal Biocultural del Puuc
Het Reserva Estatal Biocultural del Puuc of Kaxil Kiuic is een 1359 km² groot reservaat dat in 2011 werd opgericht met de doelstelling om zowel de plaatselijke dieren als de oude Maya-sites te beschermen.

## Mayasteden

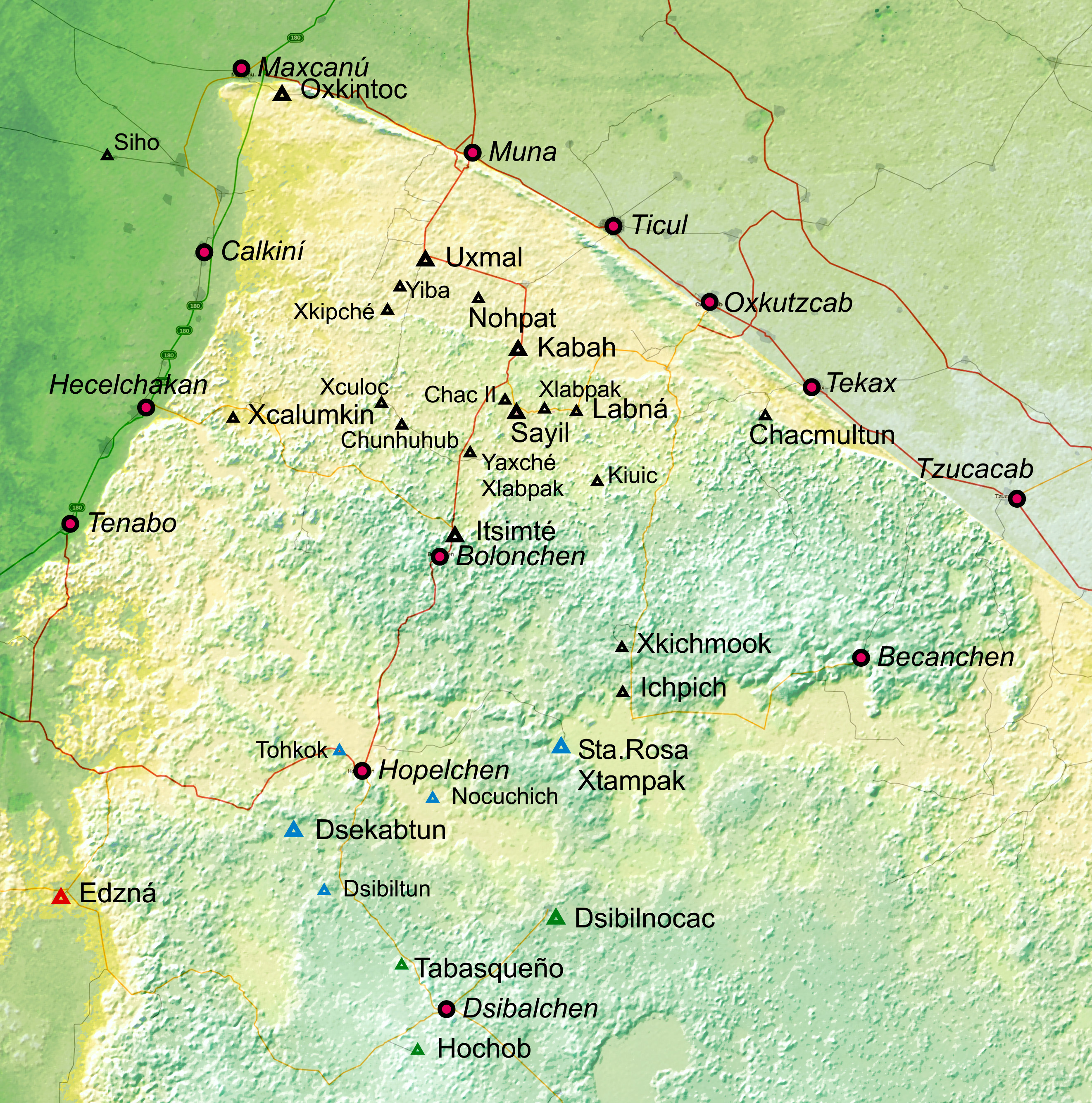
Belangrijkste Mayasteden in Puuc

- Bolonchen
- Chunhuhub
- Edzná
- Kabah
- Kiuic
- Labna
- Mayapán
- Oxkutzcab
- Sayil
- Tekax
- Uxmal
- Xculoc
- Xlapak
- Xtampak